# 扁果岩蓼
扁果岩蓼（学名：Polygonum cognatum subsp. chitralicum）是蓼科蓼属植物岩蓼的一个亚种。分布于兴都库什山脉的高山草地。

## 形态
扁果岩蓼为多年生草本植物。木质化根。茎平卧，自基部多分枝，具纵棱, 沿棱具小突起。叶椭圆形，顶端稍尖或圆钝, 基部狭楔形, 边缘全缘, 两面无毛；托叶鞘薄膜质, 白色, 透明, 具褐色脉。花生于叶腋；苞片膜质, 顶端渐尖；花被片卵形, 绿色, 边缘淡红色或白色。瘦果扁平, 卵形，黑色, 有光泽。花期6-8月, 果期7-9月。